# Důkaz (Clement)
Důkaz (v anglickém originále „Proof“) je vědeckofantastická povídka amerického spisovatele Hala Clementa, která vyšla poprvé v červnu 1942 v časopise Astounding Science Fiction. Byla to autorova první povídka v žánru sci-fi. Česky vyšla ve sbírce Těžká planeta (Triton, 2005).
Pojednává o civilizaci obývající Slunce, která podniká lety do kosmu. Během jednoho letu se stane podivná nehoda, kterou si Slunečňané neumí vysvětlit.

## Postavy
- Kron - Slunečňan
- Akro - Slunečňan
- nejmenovaný Sírian
- Gordon Aller - Pozemšťan

## Děj
Kron a Akro jsou příslušníky plynné civilizace žijící v nitru Slunce, která musí tvrdě bojovat o své místo na Slunci (doslova). Slunečňané musí podstupovat boje s konkurenčními formami života uvnitř hvězdy a jsou nuceni podnikat lety do vesmíru. Na palubě kulovité sluneční kosmické lodi diskutuje velitel Kron se svým hostem, nejmenovaným Sírianem. Sírian předkládá svou tezi, že kdyby se podařilo potlačit vysokou pohybovou energii atomů, musí se to nějak projevit (obě civilizace neznají jiné skupenství než plynné). Kron s ním souhlasí a vypráví mu historku z mezihvězdného letu, kterou podnikl společně se svým krajanem Akrem, když mu dělal doprovod. Během návratu na mateřskou hvězdu Slunce došlo k podivné události v oblasti kolem slunečního rovníku, která není dostatečně zmapovaná (zde se nacházejí oběžné dráhy planet). Akrova kosmická loď se střetne se Zemí, aniž by dokázala určit, co se stalo, protože Slunečnané neznají pevné skupenství hmoty. Svědkem nárazu je na Zemi Gordon Aller, z jehož pohledu to vypadá jako pád meteoritu. Aller má co dělat, aby si zachránil život. Naprosto nechápe, co se stalo, protože po pádu vzniklo podivné lávové jezero, které se zvětšuje. Z místa dopadu vytryskl výron energie.
Kron dokázat zachytit záření, které se uvolnilo při nárazu Akrovy lodi a určit vlnový kmitočet prvků. Našel v něm spektra železa, vápníku, uhlíku, křemíku a dalších. To jej vedlo k přesvědčení, že musí existovat hmota, která nevydává žádné energetické záření a přesto je schopna pohltit jejich kosmické plavidlo. Tato hypotéza je příliš i na Síriana.
| „                     | Zřejmě v kosmu existují síly, o nichž nemáme potuchy, protože na naše smysly nepůsobí. | “ |
| — Hal Clement - Důkaz |                                                                                        |   |